# 白大华
白大华（1942年—），男，回族，吉林省吉林市人，中华人民共和国政治人物。

## 生平
1966年，毕业于清华大学汽车制造专业。毕业后分配到长春中国第一汽车制造厂底盘厂工作，先后任车间工人、技术员、工程师、高级工程师、副厂长兼总经济师等。1983年，被选派到意大利进修汽车制造管理业务。1987年参加中国民主建国会，先后任长春市人大常委，吉林省政协委员，吉林省工商联副主委。1988年，任民建第五届中央副主席。1991年9月，任国家工商行政管理局副局长。此外担任第七、八届全国政协委员，第九届全国政协常委。